# قزلباش‌های افغانستان
قزلباش‌های افغانستان یک گروه قومی در افغانستان هستند. قزلباش‌های افغان از نوادگان قزلباش‌ها هستند که گروهی شبه‌نظامی بودند. قزلباش‌های افغانستان از طایفه‌های ترک‌ها، کردها و لرها تشکیل شده بودند. زبان مادری آنها فارسی دری است. و از شیعه دوازده‌امامی پیروی می‌کنند.

## ساختار
قزلباش‌ها کنفدراسیونی متشکل از طایفه ترک و غیر ترک آن (شاملو، روملو، کُردها، لرها، تات‌ها) بودند که پارچه‌های قرمز بر سر می‌پوشیدند و نام قزلباش به معنای «سر سرخ» را به خود اختصاص دادند.
قزلباش‌های افغان به طوایف مختلف تعلق دارند: افشار، جوانشیر، مرادخان، کورد، لر، تات  و همچنین بیات، شاهسون، انصارلو، و شاه‌آقا. جوانشیرها اصالتاً شوشی هستند و بخش عمده‌ای از قزلباش‌های افغان را تشکیل می‌دهند. محله افشاری بالا در کابل روستاهای نهاقچی و تپه بین کابل و هرات، با افشارها پیوند دارند. روستاهای آبشار و آبشارا در اطراف هرات نیز با افشارها مرتبط است. قزلباش‌ها در محله چنداول کابل تعداد زیادی دارند که با هزاره‌ها زندگی می‌کنند. در منابع اواخر قرن نوزدهم ذکر شده است که قزلباش ها در کابل، هرات، قندهار و ترکستان افغانستان پراکنده اند.
در سال ۱۸۸۵ گزارش شد که آنها زبان ترکی خود را حفظ کرده و همچنین به فارسی دو زبانه بودند.

## تاریخ
عده‌ای قزلباش از سپاهیان به‌جا مانده از صفوی‌ها و افشاری‌ها فرود می‌آیند. دیگران در زمان سلطنت درانی به این کشور آمدند. قزلباش افغانستان در طول تاریخ نقش‌های مهم بسیاری در حکومت داشتند.
سر مانتستوارت الفینستون، قزلباش‌های افغان در کابل را در اوایل قرن نوزدهم به‌عنوان "مستعمره ترک‌ها" توصیف کرد که "فارسی و در میان خود ترکی" صحبت می‌کردند. آنها همچنین به‌عنوان "در واقع ترک‌های فارسی‌ساز" توصیف شدند.
نقش‌های بزرگ و قدرتمند قزلباش‌ها در حکومت افغانستان باعث نارضایتی پشتون‌ها شد و پس از اینکه قزلباش‌ها در جریان جنگ اول انگلیس و افغانستان در کنار انگلیسی‌ها قرار گرفتند، این وضعیت بدتر شد.
در میان خادمان و نگهبانان شخصی سلطنت، قزلباش‌ها غالب بودند. سیاح انگلیسی الکساندر بایورز خاطرنشان کرد که قزلباش‌ها محافظ شخصی پادشاهان و یکی از نیروهای پیشرو دولت بودند.
گانکوفسکی از حضور نزدیکان نادرشاه و نوابان سابق آواده از هند در بالاترین مناصب امپراتوری درانی یاد کرد. نواب‌های آوا از نوادگان قراقویونلوها و خویشاوندان قزلباش‌ها بودند. برادران کوچکتر و فرزندان مقامات قزلباش اساس دادگاه حاکم هرات را تشکیل دادند.
نظام لاهور در سال ۱۷۵۷ قبل از شاه شدن تیمورشاه درانی منصوب شد. در آن زمان ارتش او را مسلمانان محلی لاهوری و نیز قزلباش تشکیل می‌دادند.
قزلباش‌ها در یک مقطع زمانی ثروتمندترین، تحصیلکرده‌ترین و قدرتمندترین افراد کابل به شمار می‌رفتند. آنها اساس واحدهای سواره‌نظام و نیروهای توپخانه را تشکیل دادند. آنها همچنین در برخی از واحدهای سواره‌نظام نامنظم هندی یافت شدند. در میان آنها بازرگانان، کسانی که به تجارت خرد مشغول بودند، پزشکان، منشی‌ها و سایر مقامات بودند.
در اوایل سال ۱۸۵۷ قزلباش‌ها توانستند قدرت خود را حفظ کنند و در راس یک جناح بزرگ در حکومت کابل قرار گرفتند. به گفته سرگرد هستینگز، در نیمه دوم قرن نوزدهم، نفوذ و قدرت قزلباش‌ها همچنان قوی بود، اما نسبت به دوره قبل کاهش یافت.
بعداً قزلباش‌ها که شیعه بودند، مورد رعب و ستم عبدالرحمن‌خان قرار گرفتند که آنها و هزاره‌ها را «دشمن دولت» اعلام کرد. خیلی بعد، قزلباش‌های افغان نیز قربانی حملات طالبان خواهند شد. قزلباش‌ها بیشتر قدرت خود را در زمان حکومت عبدالرحمن خان از دست دادند و بقیه را در دوره طالبان از دست دادند. با این حال، هنوز امکان یافتن قزلباش در مناصب عالی در دوران جمهوری اسلامی افغانستان که پس از سرنگونی طالبان در سال ۲۰۰۱ رخ داد، وجود داشت.